# 舒岑贝格别墅
舒岑贝格别墅（Villa Schutzenberger）是一座新艺术运动风格的贵族府邸，位于法国下莱茵省斯特拉斯堡新城区的罗伯特索林荫道（Allée de la Robertsau）。1975年，该建筑公布为法国历史遗迹。自1992年起，舒岑贝格别墅成为欧洲视听观察组织的所在地。

## 历史
这座宽敞的别墅是为舒岑贝格啤酒厂（Brasserie Schutzenberger）的老板路易斯-奥斯卡·舒岑贝格（Louis-Oscar Schützenberger，1866–1943年）建造的，由两位多产的当地建筑师朱利叶斯·伯宁格（Julius Berninger）和古斯塔夫·克拉夫特（Gustav Krafft）合作设计建造。工程开始于1897年，于1900年完工。其形状和花园设计受到意大利式建筑的启发，是最奢华，也是最常被提及的斯特拉斯堡新艺术运动风格建筑。尽管如此，由于舒岑贝格啤酒厂的财务不景气，别墅在1972年出售，并威胁要被拆除。最终市政府出手拯救，但直到1978年才腾空。此后，欧洲委员会议会租用了一楼，1989年又租用了整栋建筑。此后，舒岑贝格尔别墅已完全修复。在欧洲文化遗产日等特殊日子，不对游客开放。 

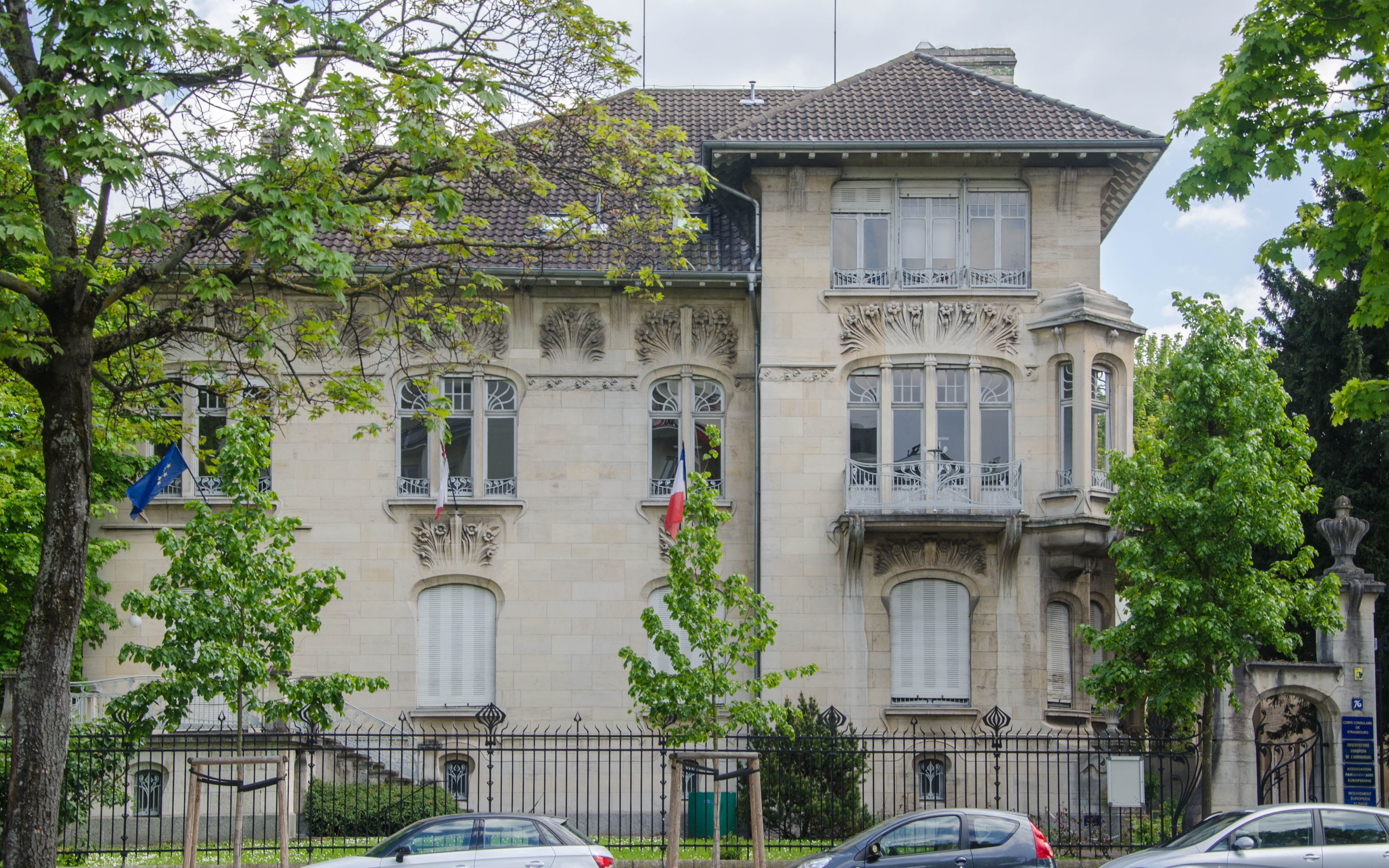
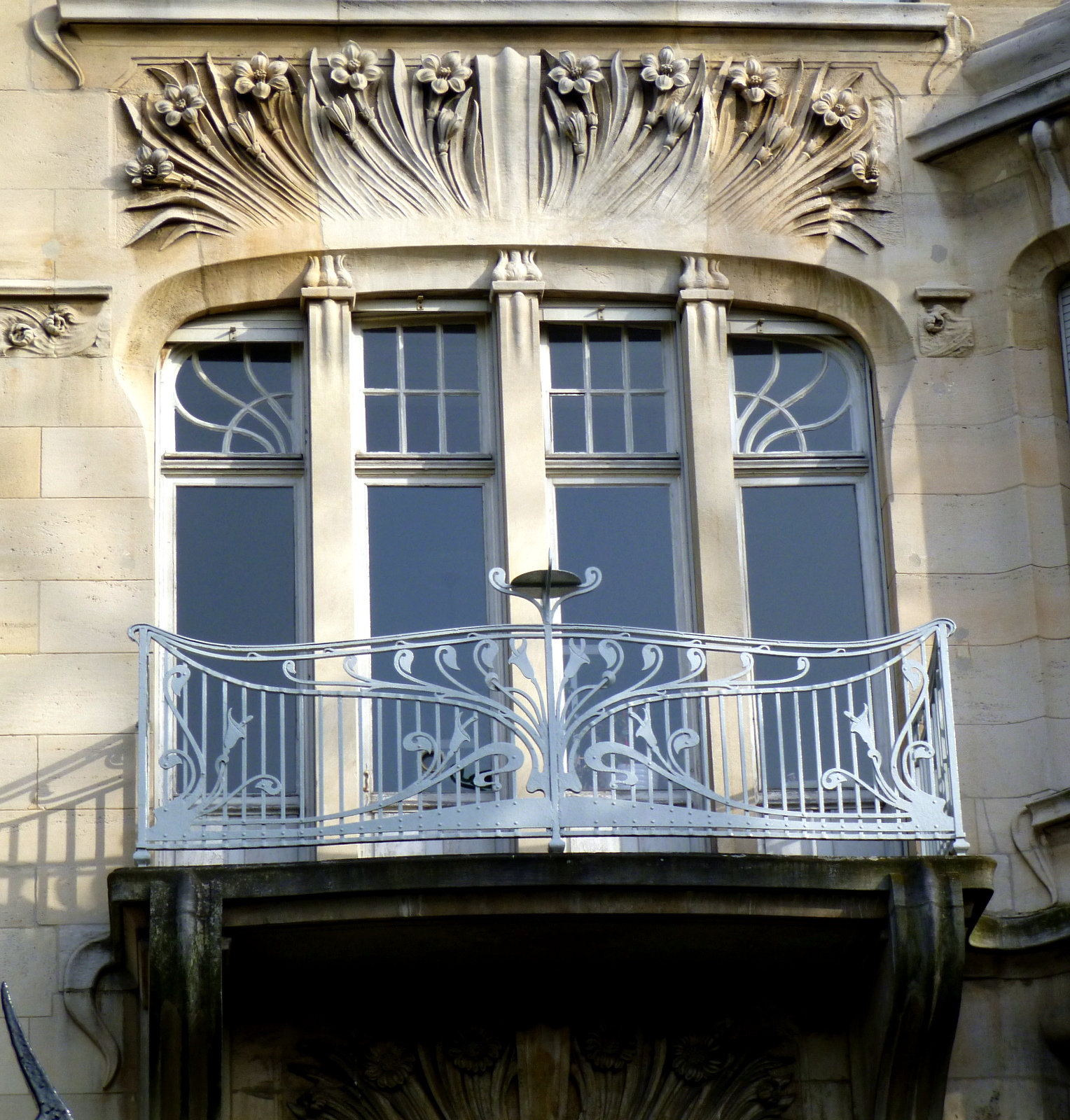
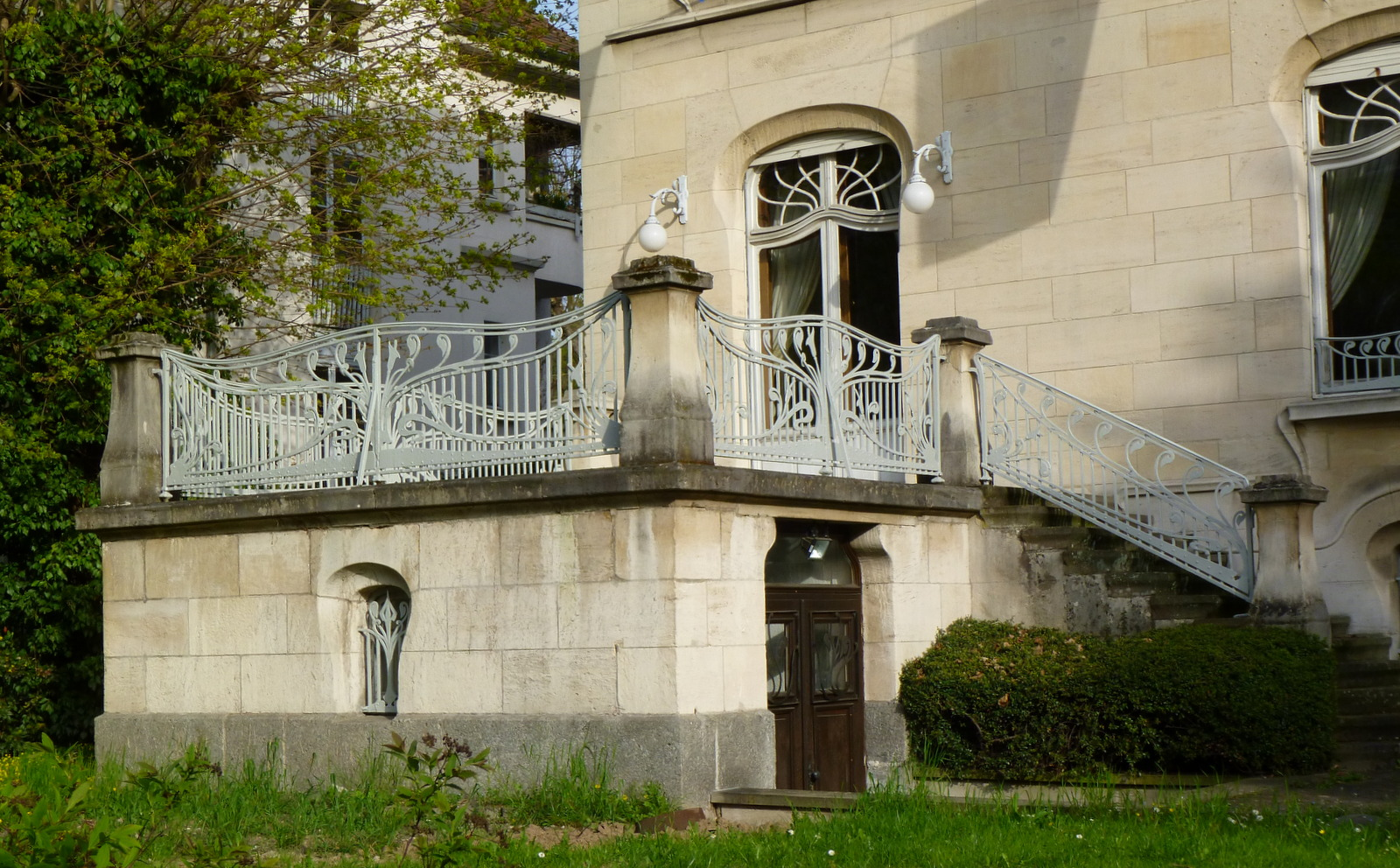
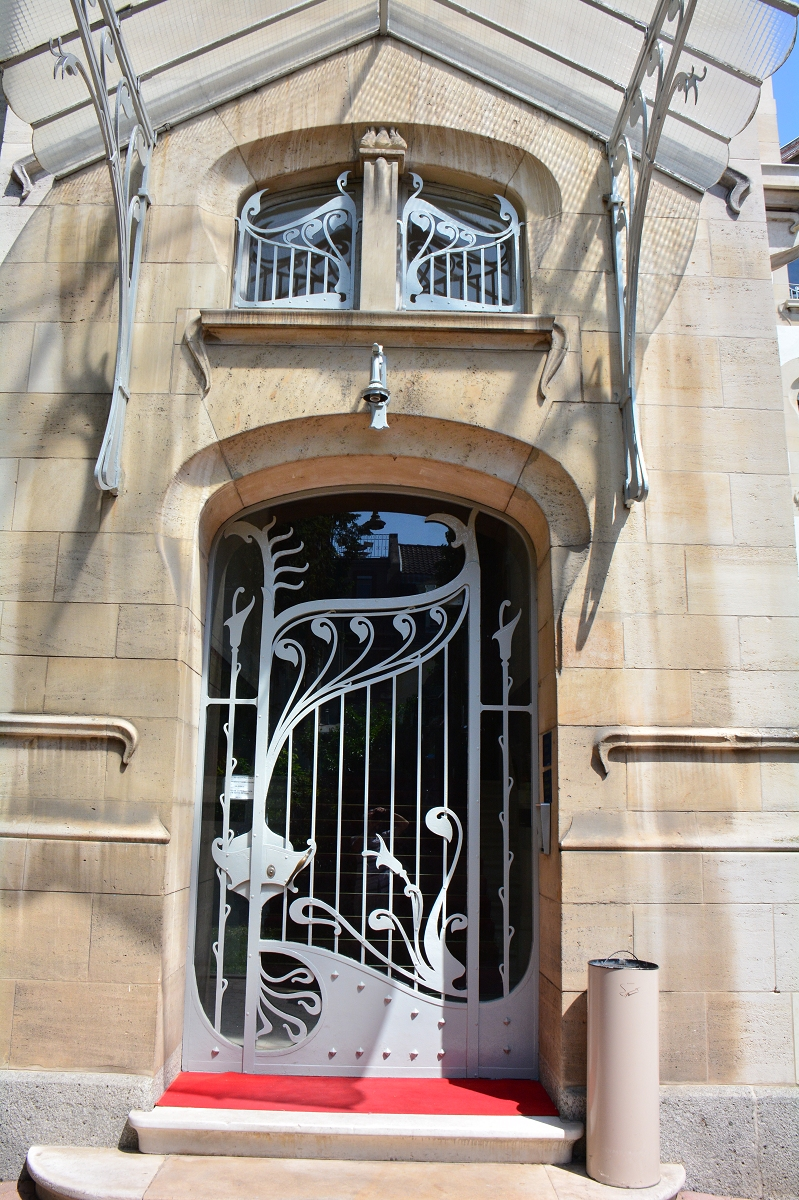
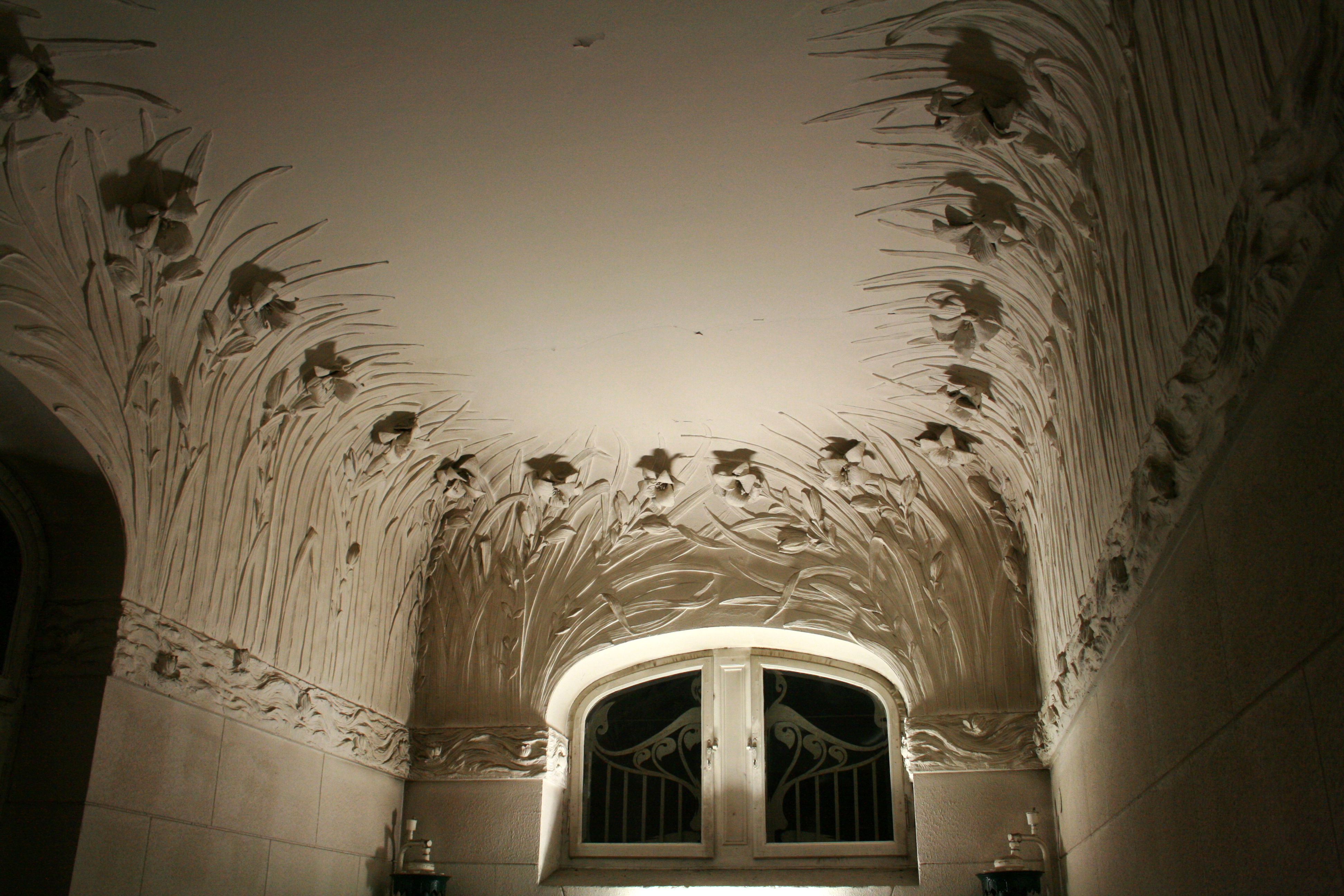
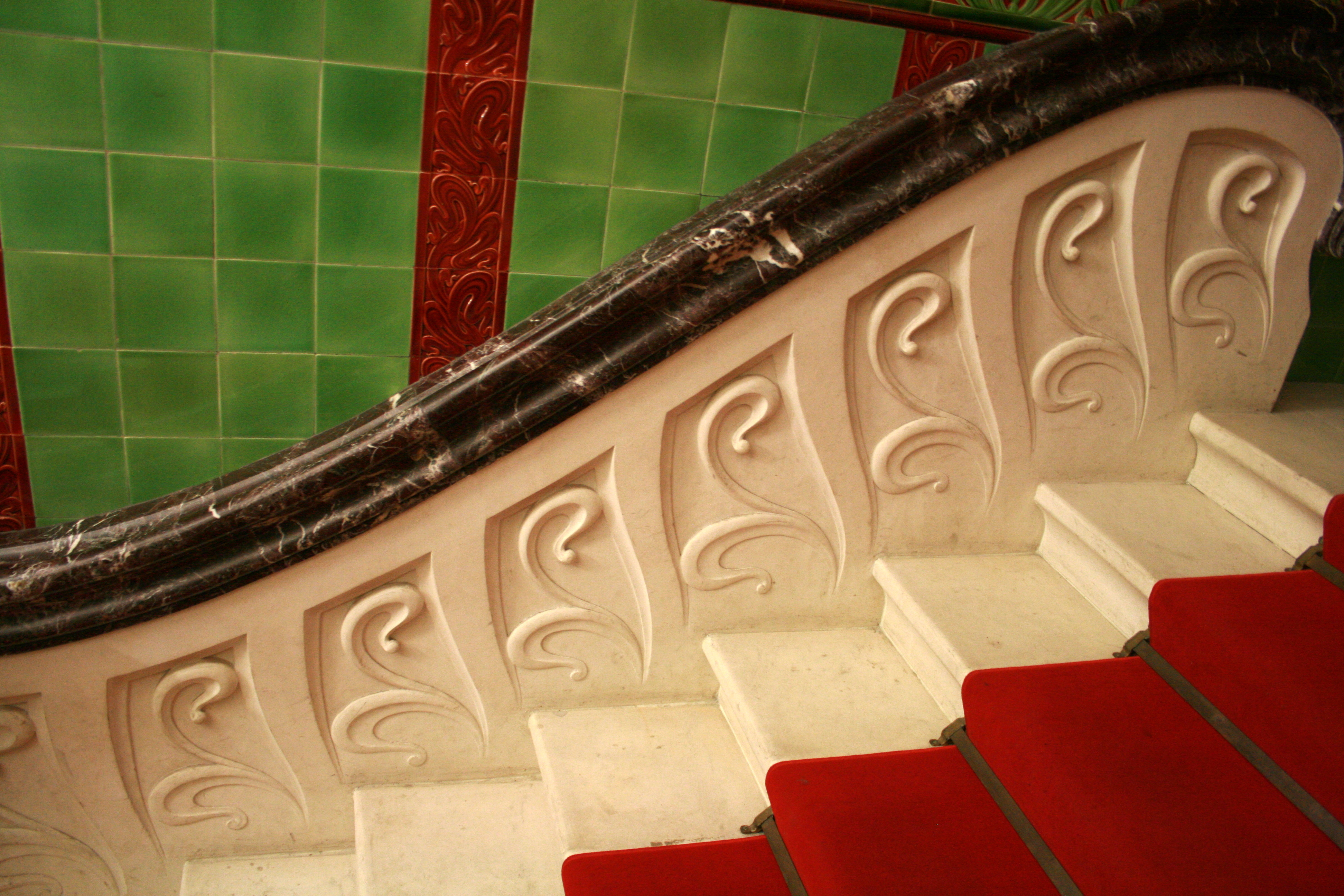
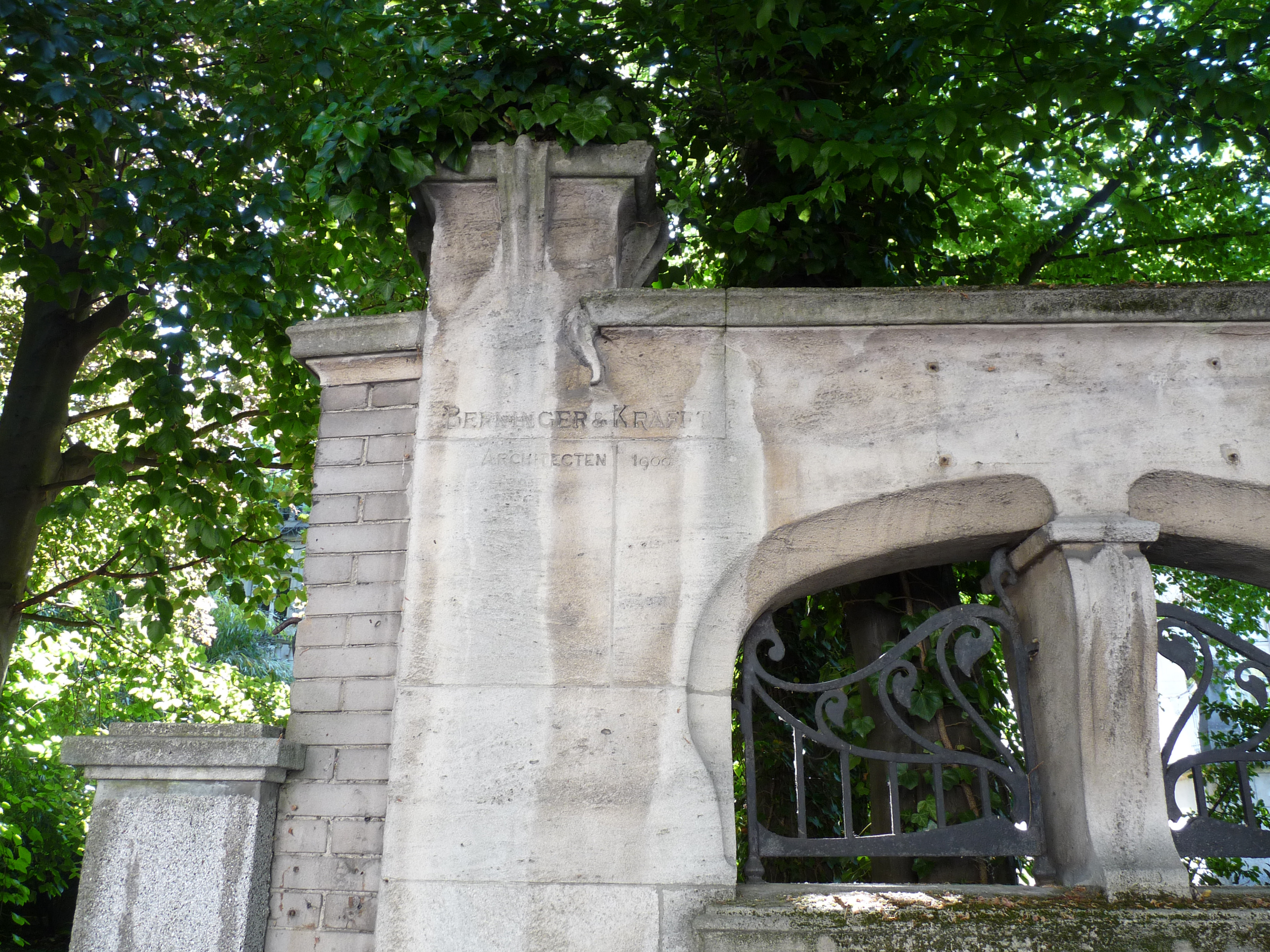